# Красная линия (метрополитен Лос-Анджелеса)
Красная линия (англ. Red Line) — одна из 6 линий метрополитена Лос-Анжелеса. Сегодня она соединяет центр Лос-Анжелеса с Голливудом. Её длина — 26,4 км.
Эта линия отчасти идёт по маршруту бывшей трамвайной системы Red Car, откуда и унаследовала своё название.

## История
Открыта в 1993 году. Это первая в городе линия традиционного метро. Синяя линия, открытая в 1990 году, в действительности, является линией лёгкого метро.

### Хронология
При планировании Красная линия была разделена на отрезки МОС (минимальный операционный сегмент), чтобы выполнять постройку и включать в пользование линию пошагово вместо того, чтобы открыть всю линию сразу.
МОС-1, состоящий из линии с пяти станциями (от Union Station до МакАртур Парк), был открыт 30 января 1993 года.
В 1995 году при строительстве туннеля метро рабочие напоролись на карстовую воронку у Голливудского Бульвара. Несколько зданий было повреждено, и работы пришлось надолго приостановить.
МОС-2 был открыт в 1999 году и состоял из трёх станций, две из которых позже перешли к Фиолетовой линии, а также пяти новых станций по направлению к Голливуду.
МОС-3 был добавлен к системе в 2000 году и продлил линию до Северного Голливуда.

## Схема линии и станции
Линия имеет 14 станций, в том числе, несколько пересадочных.
| Русское название           | Английское название        | Пересадки                                | Дата открытия  |
| -------------------------- | -------------------------- | ---------------------------------------- | -------------- |
| Северный Голливуд          | North Hollywood            |                                          | 24 июня 2000   |
| Юнивёрсал-Сити/Студио-сити | Universal City/Studio City |                                          | 24 июня 2000   |
| Голливуд/Хайлэнд           | Hollywood/Highland         |                                          | 24 июня 2000   |
| Голливуд/Вайн              | Hollywood/Vine             |                                          | 12 июня 1999   |
| Голливуд/Вестерн           | Hollywood/Western          |                                          | 12 июня 1999   |
| Вермонт/Сансет             | Vermont/Sunset             |                                          | 12 июня 1999   |
| Вермонт/Санта Моника       | Vermont/Santa Monica       |                                          | 12 июня 1999   |
|                            | Vermont/Beverly            |                                          | 12 июня 1999   |
| Вилшайр/Вермонт            | Wilshire/Vermont           | Фиолетовая линия                         | 13 июля 1996   |
| Вестлейк/МакАртур парк     | Westlake/MacArthur Park    | Фиолетовая линия                         | 30 января 1993 |
| Седьмая улица              | 7th Street                 | Фиолетовая линия Синяя линия Линия Экспо | 30 января 1993 |
| Першинг Сквер              | Pershing Square            | Фиолетовая линия                         | 30 января 1993 |
| Сивик Сентер/Грэнд парк    | Civic Center/Grand Park    | Фиолетовая линия                         | 30 января 1993 |
| Юнион Стейшен              | Union Station              | Фиолетовая линия Золотая линия           | 30 января 1993 |

## Часы работы
Первый поезд приходит в полпятого утра, а последний — в час следующей ночи. В пятницу и субботу поезда работают до двух ночи.
В часы пик с понедельника по пятницу поезда ходят с десятиминутными интервалами. Всё оставшееся дневное время поезда ходят с интервалами в двенадцать минут; в ночное время интервалы доходят до двадцати минут.

## Галерея
- Северный Голливуд
- Голливудская «Аллея славы» около станции